# Il vizio dell'agnello
Il vizio dell'agnello è il secondo romanzo noir di Andrea G. Pinketts, pubblicato nel 1994.

## Trama
Lazzaro Santandrea (alter ego dell'autore), non sapendo ancora che fare della propria vita, si improvvisa dottore (usando un falso cognome). Un giorno, nel suo studio (in realtà l'appartamento della nonna), arrivano due ottantenni che hanno un grave problema: la loro figlia Branka, dopo aver vinto un premio di bontà nel 1939, ha cominciato a comportarsi nel modo totalmente opposto, ad esempio avvelenando i piccioni. Lo stesso Lazzaro incontra Branka, e si accorge con orrore che ora Branka vuole puntare a molto di più: l'uomo. Essa è infatti vittima del vizio dell'agnello, ossia della vittima sacrificale. Grazie all'aiuto dei suoi due amici di sempre, Pogo (futuro tassista) e Antonello Caroli (mancato attore), Lazzaro porterà a termine la sua missione, anche stavolta nel modo più sorprendente possibile, come nello stile di Pinketts.

## Edizioni
- Andrea G. Pinketts, Il vizio dell'agnello, collana Universale Economica Feltrinelli, Feltrinelli, 1994,  p. 235, ISBN 88-07-81276-2.